# Ingeniería biónica
La ingeniería biónica es una rama de la ingeniería que estudia y desarrolla aplicaciones tecnológicas que tengan la finalidad de simular el comportamiento, forma o funcionamiento de los organismos vivos con el objetivo de crear un sistema que sea de utilidad a la sociedad, ya sea para uso en la industria, en el sector salud, con fines militares, etc. 
También se llama así a la rama de la ingeniería que intenta hacer trabajar juntos sistemas biológicos y electrónicos, por ejemplo para crear prótesis activadas por los nervios o brazos robóticos controlados por una señal biológica como el implante coclear o la retina artificial.
Es una carrera multidisciplinaria en la que se concentran conocimientos de electrónica, mecánica, física, biología, robótica y con desarrollo próximo y potencia la psicología, cuya finalidad es crear sistemas que igualen o mejoren las capacidades naturales de los seres vivos o inventar nuevos dispositivos para aplicaciones existentes e incluso nuevas aplicaciones, también gracias al estudio de la biónica se pueden concebir un sinfín de productos con mejores diseños y mejores características morfológicas-funcionales.

## Campos de aplicación
Gracias a la ingeniería biónica es posible que el hombre tenga capacidades que naturalmente no posee como la visión nocturna, el vuelo, la localización acústica, las cuales tienen muchas aplicaciones hoy día. También puede reemplazar órganos que ya no le funcionen. A continuación se listan algunos campos de aplicación:
| Auto con diseño biónico           |
| Mercedes-Benz Autoconcepto (2005) |
| Mercedes-Benz Bionic              |

### Diseño
Las formas de la naturaleza tienen un diseño específico para una función específica. Las características de animales ágiles se pueden aplicar por ejemplo a la industria automotriz. Además, el estudio de la morfología de los cuerpos tiene aplicaciones de diseño de mejores cualidades ergonómicas.

### Industria
Diseño de equipo inteligente de medición de variables para usos industriales como temperatura, color, acidez, intensidad de luz, etc.

### Medicina
La ingeniería biónica en este campo puede aportar mucho a corto plazo, la comprensión de los sistemas biológicos es de importancia para intentar suplir órganos con homólogos electromecánicos.

### Ecología y recursos energéticos
Las plantas y el modo en que transforman la energía solar es altamente eficiente y puede constituir una solución tanto al problema de obtención de recursos energéticos como para reducir la contaminación ambiental.

### Deporte
Puede reemplazar sus extremidades perdidas, para que los atletas puedan seguir practicando deporte.

### Agricultura
Puede apoyar la investigación en procesos de producción de alimentos.

## Perfil
Un ingeniero biónico está capacitado para:
- La creación y diseño de sistemas artificiales.
- Innovación en procesos industriales logrando que sean altamente eficientes.
- Desarrollar mecanismos complejos y micromecanismos.
- Diseños de productos biomecánicos.
- Observar la naturaleza e innovar a partir de ella

## Desarrollo de la ingeniería biónica
Probablemente la primera estimulación eléctrica intencionada de un nervio tuvo lugar en 1790. Alessandro Volta, inventor de la pila eléctrica, se colocó unas varillas de metal en ambos oídos y las conectó a una fuente eléctrica. Antes de perder brevemente el conocimiento, escuchó un sonido parecido al burbujeo del agua.
En México, la carrera de ingeniería biónica se creó en 1996 junto con la creación de la Unidad Profesional Interdisciplinaria en Ingeniería y Tecnologías Avanzadas del Instituto Politécnico Nacional, la cual ha tenido éxito en la invención de diversos artefactos biónicos y un gran aporte de investigadores en esta rama. 
También se oferta en la UPAEP (Universidad Popular Autónoma del Estado de Puebla), la cual fue incorporada unos años después que en el IPN.